# Christian Clar
Pas d'image ? Cliquez ici

a Compétitions nationales et continentales officielles uniquement.

b Matchs officiels uniquement.
Christian Clar, né le 25 décembre 1939 à Hanoï (Indochine) et mort le 15 juin 2016 à Villeneuve-sur-Lot, est un joueur de rugby à XIII international français.
Il réalise sa carrière en rugby à XIII d'abord au Bataillon de Joinville avant de rejoindre Villeneuve-sur-Lot où il y évolue avec son frère Jean-Pierre Clar. Il est un des artisans du doublé Championnat de France 1964/Coupe de France : 1964, et dispute trois autres finales de Coupe de France perdues en 1966, 1969 et 1970.
En raison de ses performances en club, il connaît deux sélections en équipe de France en 1970 contre l'Australie et la Nouvelle-Zélande.

## Biographie
Après avoir évolué sous les couleurs du bataillon de Joinville de rugby à XIII, Christian Clar s'engage en rugby à XV dans le club de Périgueux. Toutefois, pour avoir adhéré un temps au rugby à XIII, la Fédération française de rugby à XV décide de le rayer des contrôles tout comme Jean-Pierre Coyette leur amenant l'interdiction de pratiquer le rugby à XV dans leurs vies. Christian décide alors de rejoindre Villeneuve-sur-Lot et de retourner au rugby à XIII.
Avec Villeneuve, au poste d'arrière, il est l'un des artisans du doublé Championnat de France et Coupe de France lors de la saison 1963-1964 aux côtés de son frère Jean-Pierre Clar, Jean Panno, Christian Sabatié, Jacques Gruppi, Bertrand Ballouhey, Raymond Gruppi et Jacques Dubon, ceci sous les ordres de l'entraîneur Jep Lacoste.

## Palmarès
- Collectif :
  - Vainqueur du Championnat de France : 1964 (Villeneuve-sur-Lot).
  - Vainqueur de la Coupe de France : 1964 (Villeneuve-sur-Lot)
  - Finaliste du Championnat de France : 1965 (Villeneuve-sur-Lot).
  - Finaliste de la Coupe de France : 1966, 1969 et 1970 (Villeneuve-sur-Lot)

### Détails en sélection
| Matchs internationaux de Christian Clar | Matchs internationaux de Christian Clar | Matchs internationaux de Christian Clar | Matchs internationaux de Christian Clar | Matchs internationaux de Christian Clar | Matchs internationaux de Christian Clar | Matchs internationaux de Christian Clar | Matchs internationaux de Christian Clar | Matchs internationaux de Christian Clar | Matchs internationaux de Christian Clar | Matchs internationaux de Christian Clar | Matchs internationaux de Christian Clar |
|                                         | Date                                    | Adversaire                              | Résultat                                | Compétition                             | Poste                                   | Points                                  | Essais                                  | Pen.                                    | Drops                                   |                                         |                                         |
| --------------------------------------- | --------------------------------------- | --------------------------------------- | --------------------------------------- | --------------------------------------- | --------------------------------------- | --------------------------------------- | --------------------------------------- | --------------------------------------- | --------------------------------------- | --------------------------------------- | --------------------------------------- |
| sous les couleurs de la France          |                                         |                                         |                                         |                                         |                                         |                                         |                                         |                                         |                                         |                                         |                                         |
| 1.                                      | 12 novembre 1970                        | Australie                               | 4-7                                     | Test-match                              | Remplaçant                              | 0                                       | 0                                       | -                                       | -                                       |                                         |                                         |
| 2.                                      | 15 novembre 1970                        | Nouvelle-Zélande                        | 16-2                                    | Test-match                              | Demi de mêlée                           | 0                                       | 0                                       | -                                       | -                                       |                                         |                                         |